# Вльониці (гміна Ожарув)
Вльониці (пол. Wlonice) — село в Польщі, у гміні Ожарув Опатовського повіту Свентокшиського воєводства.
Населення — 39 осіб (2011).
У 1975—1998 роках село належало до Тарнобжезького воєводства.

## Демографія
Демографічна структура на день 31 березня 2011 року:
|          | Загалом | Допрацездатний вік | Працездатний вік | Постпрацездатний вік |
| -------- | ------- | ------------------ | ---------------- | -------------------- |
| Чоловіки | 23      | 5                  | 16               | 2                    |
| Жінки    | 16      | 3                  | 9                | 4                    |
| Разом    | 39      | 8                  | 25               | 6                    |